# Ескридж (Канзас)
Ескридж (англ. Eskridge) — місто (англ. city) в США, в окрузі Вабонсі штату Канзас. Населення — 439 осіб (2020).

## Географія
Ескридж розташований за координатами 38°51′36″ пн. ш. 96°6′18″ зх. д. / 38.86000° пн. ш. 96.10500° зх. д. (38.859890, -96.104880).  За даними Бюро перепису населення США в 2010 році місто мало площу 1,35 км², з яких 1,35 км² — суходіл та 0,00 км² — водойми.

## Демографія
Згідно з переписом 2010 року, у місті мешкали 534 особи в 187 домогосподарствах у складі 124 родин. Густота населення становила 394 особи/км².  Було 233 помешкання (172/км²).
Расовий склад населення:
| - 96,6 % — білих - 1,1 % — чорних або афроамериканців - 0,2 % — азіатів |

До двох чи більше рас належало 1,7 %. Частка іспаномовних становила 0,7 % від усіх жителів.
За віковим діапазоном населення розподілялося таким чином: 24,0 % — особи молодші 18 років, 59,9 % — особи у віці 18—64 років, 16,1 % — особи у віці 65 років та старші. Медіана віку мешканця становила 42,7 року. На 100 осіб жіночої статі у місті припадало 92,8 чоловіків;  на 100 жінок у віці від 18 років та старших — 92,4 чоловіків також старших 18 років.
Середній дохід на одне домашнє господарство  становив 49 914 долари США (медіана — 43 083), а середній дохід на одну сім'ю — 61 636 доларів (медіана — 51 786). Медіана доходів становила 44 063 долари для чоловіків та 33 235 доларів для жінок. За межею бідності перебувало 8,4 % осіб, у тому числі 4,1 % дітей у віці до 18 років та 15,9 % осіб у віці 65 років та старших.
Цивільне працевлаштоване населення становило 198 осіб. Основні галузі зайнятості: освіта, охорона здоров'я та соціальна допомога — 36,9 %, роздрібна торгівля — 11,6 %, публічна адміністрація — 10,6 %.